# Hitzeschutzkachel

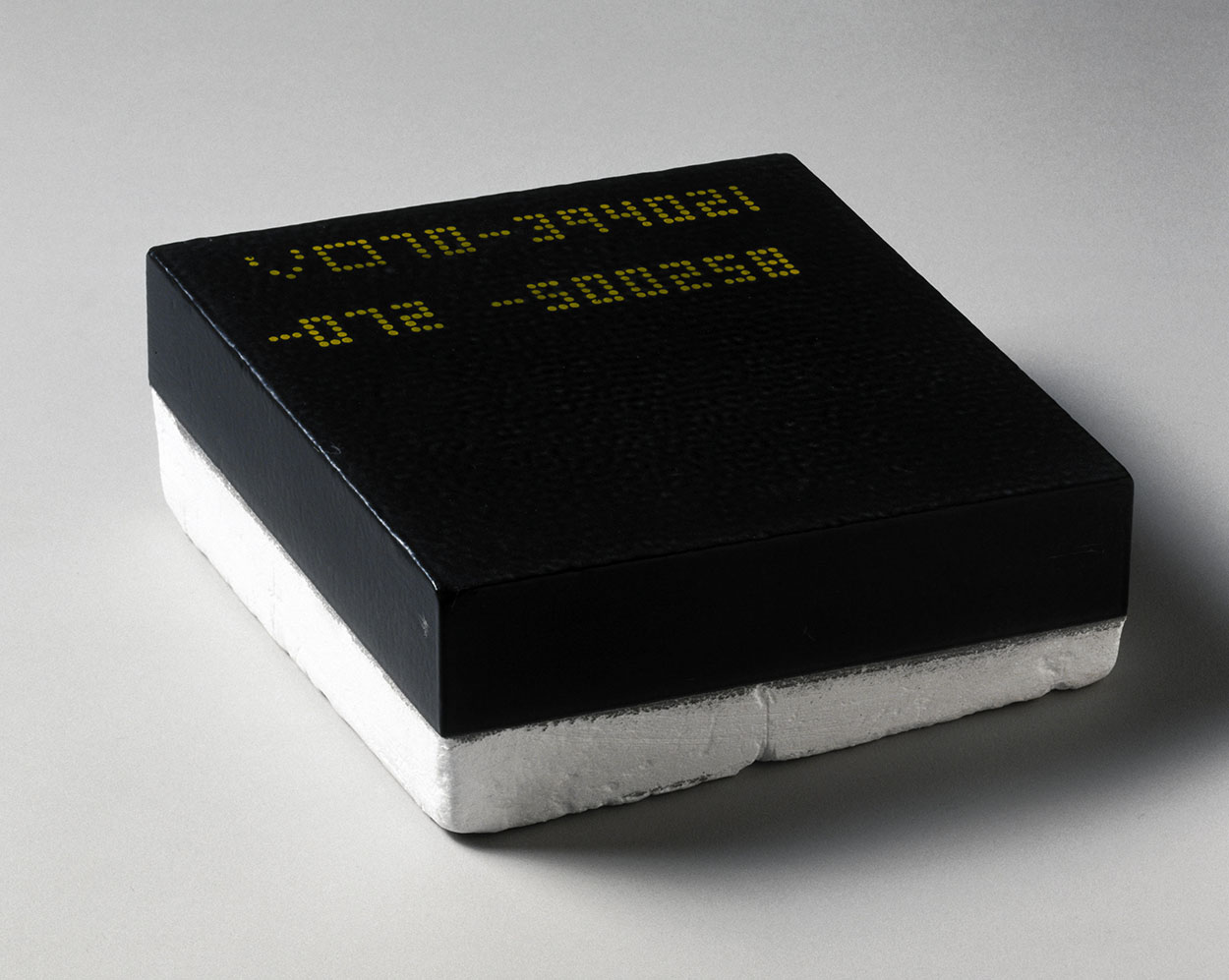
Hitzeschutzkachel. Science Museum London.

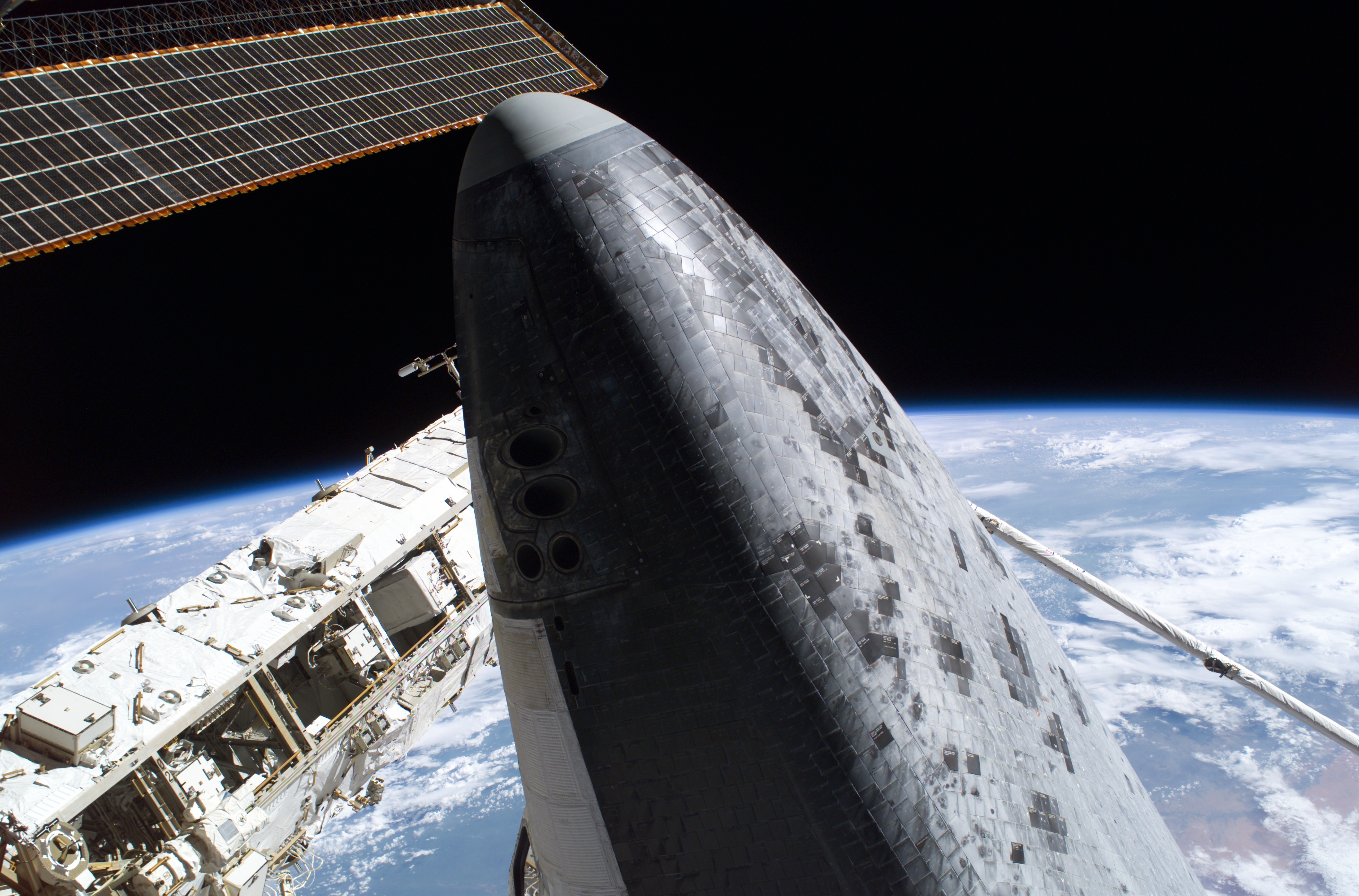
Hitzeschutzkacheln an der Unterseite des Space Shuttles

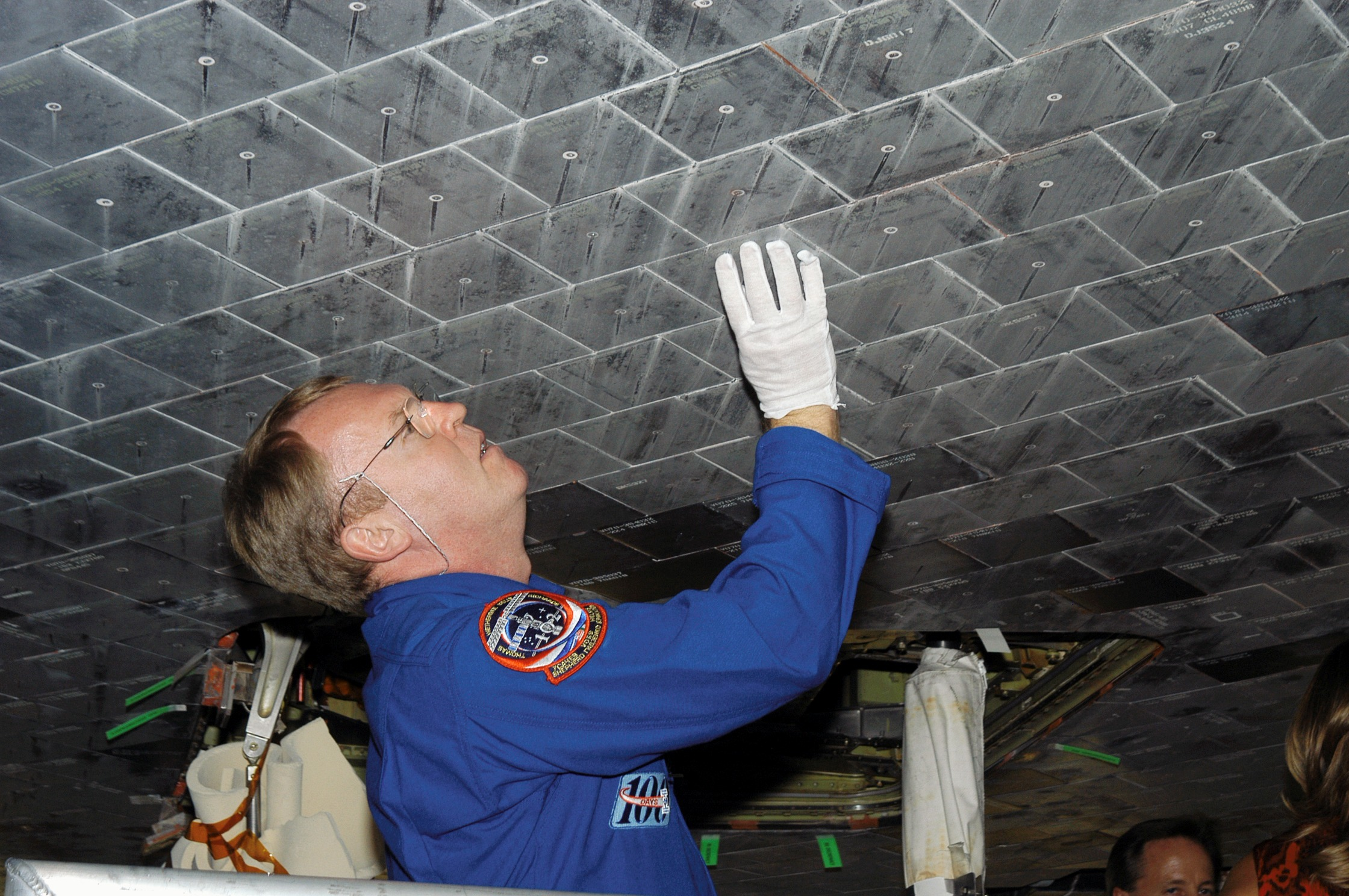
Inspektion der Hitzeschutzkacheln an der Space-Shuttle-Unterseite

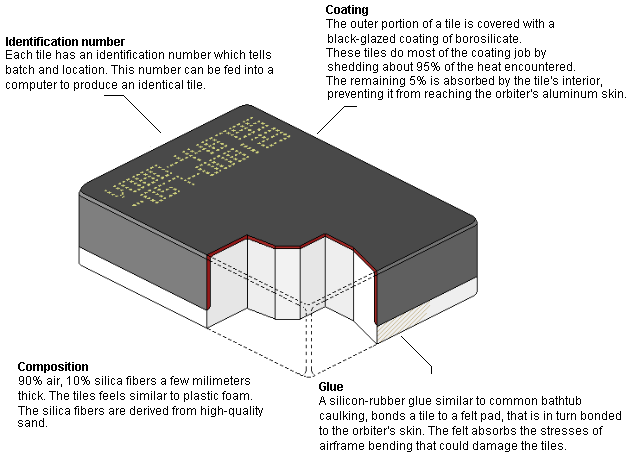
Aufbau eines Typs von Hitzeschutzkacheln des Space Shuttles: Eine Deckschicht aus Borsilikat widersteht Temperaturen von 1200 bis 1600 °C, darunter befindet sich ein Material aus gesinterten Kieselglasfasern mit einem Porenanteil von 90 %

Hitzeschutzkacheln sind Verkleidungselemente, die eine wärmedämmende Funktion übernehmen. Sie finden vor allem im Ofenbau zur Sicherheit und Energieeinsparung Anwendung – ihre bekannteste Verwendung findet sich aber am Space Shuttle und anderen Raumfahrzeugen, die für einen Atmosphäreneintritt gebaut sind. Im nachfolgenden Artikel wird ausschließlich auf zweitere Verwendung eingegangen.
Die Kacheln bilden den größten Teil des Hitzeschilds, der beim Eintritt in die Planetenatmosphäre verhindern soll, dass das Raumschiff durch die enorme Verdichtungshitze verglüht. Kachelverkleidungen werden vor allem eingesetzt bei Raumfahrzeugen, die mehrfach wiederverwendbar sind; eine Spaceshuttle-Kachel kann bis zu rund 100 Wiedereintritte überstehen, ohne durch Ablation zerstört zu werden. Hitzeschutzschilde zum Einmaleinsatz werden nur selten in Form einer Kachelverkleidung umgesetzt.
Die Wärme entsteht durch die erzwungene Konvektion des Atmosphäregases, hervorgerufen durch die sehr hohe Geschwindigkeit. Ein Spaceshuttle hat anfangs etwa das 27fache der Schallgeschwindigkeit, also ca. 33.300 km/h. Das dabei bis zum Plasma erhitzte Gas gibt (nach seinem Erhitzen) einen Teil der Wärme durch direkten Kontakt sowie durch Strahlung an das Hitzeschutzsystem des Raumschiffes ab.

## Anforderungen und Aufbau
Hitzeschutzkacheln für die Raumfahrt müssen viele Anforderungen erfüllen, insbesondere extremen Temperaturen standhalten und zugleich eine gute Wärmeisolation aufweisen; ferner sollen sie leicht sein. Sie werden aus keramischen Verbundwerkstoffen sehr geringer Dichte gefertigt. Der Werkstoff muss sowohl den Bedingungen im Weltraum (je nach Sonnenbestrahlung wenige Kelvin über dem Absoluten Nullpunkt bis über 150 °C) als auch dem tausende Grad Celsius heißen Plasma beim Atmosphäreneintritt standhalten. Die Kacheln isolieren das Raumschiff sowohl im Weltraum als auch beim Eintritt ausreichend lange gegen die Hitze.
Der kachelartige Belag der Raumschiffstruktur ist nötig, um die thermische Ausdehnung und mechanische Verformungen auszugleichen, ohne dass die mechanisch empfindlichen Kacheln zerstört werden. Die Kacheln sind aus diesem Grund, von Dehnungsfugen unterbrochen, separat auf den Rumpf geklebt.
Des Weiteren führen kleine Kacheln zu viel weniger Ausschuss bei der Produktion: Wäre der Hitzeschild (eines Spaceshuttles) ein einziges großes Bauteil, so würde ein einziger Produktionsfehler den gesamten Schild zu Ausschuss machen; bei einer defekten Kachel muss nur diese erneuert werden, alle anderen müssen nicht nochmal produziert werden.
Weitere Gründe für Kacheln können beispielsweise in der Fertigung liegen – es sind zum Beispiel nur kleine Maschinen notwendig.
Eine typische (Spaceshuttle-)Kachel besteht aus einer dünnen spröden Deckschicht aus Borsilikat, gefolgt von einer durch Sinterung verfestigten Quarzglasfaserschicht (Dicke 2,5–12,5 cm), die einen Porenanteil um 90 % aufweist, um das nötige Maß an Wärmeisolation zu liefern. Die Kacheln sind daher äußerst leicht und empfindlich – sie können mit der bloßen Hand zerstört werden.
Während die Kacheln beim Eintritt in die Atmosphäre hell aufglühen, kann man sie kurze Zeit später schon ohne Gefahr berühren. Durch die überaus geringe Wärmeleitfähigkeit tritt gar erst Minuten nach der Landung im Shuttle die größte Hitze auf.
Am Space Shuttle wurden insgesamt etwa 30.000 Kacheln und je nach thermischer und mechanischer Belastung verschiedene Kacheltypen eingesetzt. An kritischen Stellen (zum Beispiel Flügelkanten) wurden Kohlenstofffaserwerkstoffe eingesetzt.

## Grenzen des Hitzeschutzes

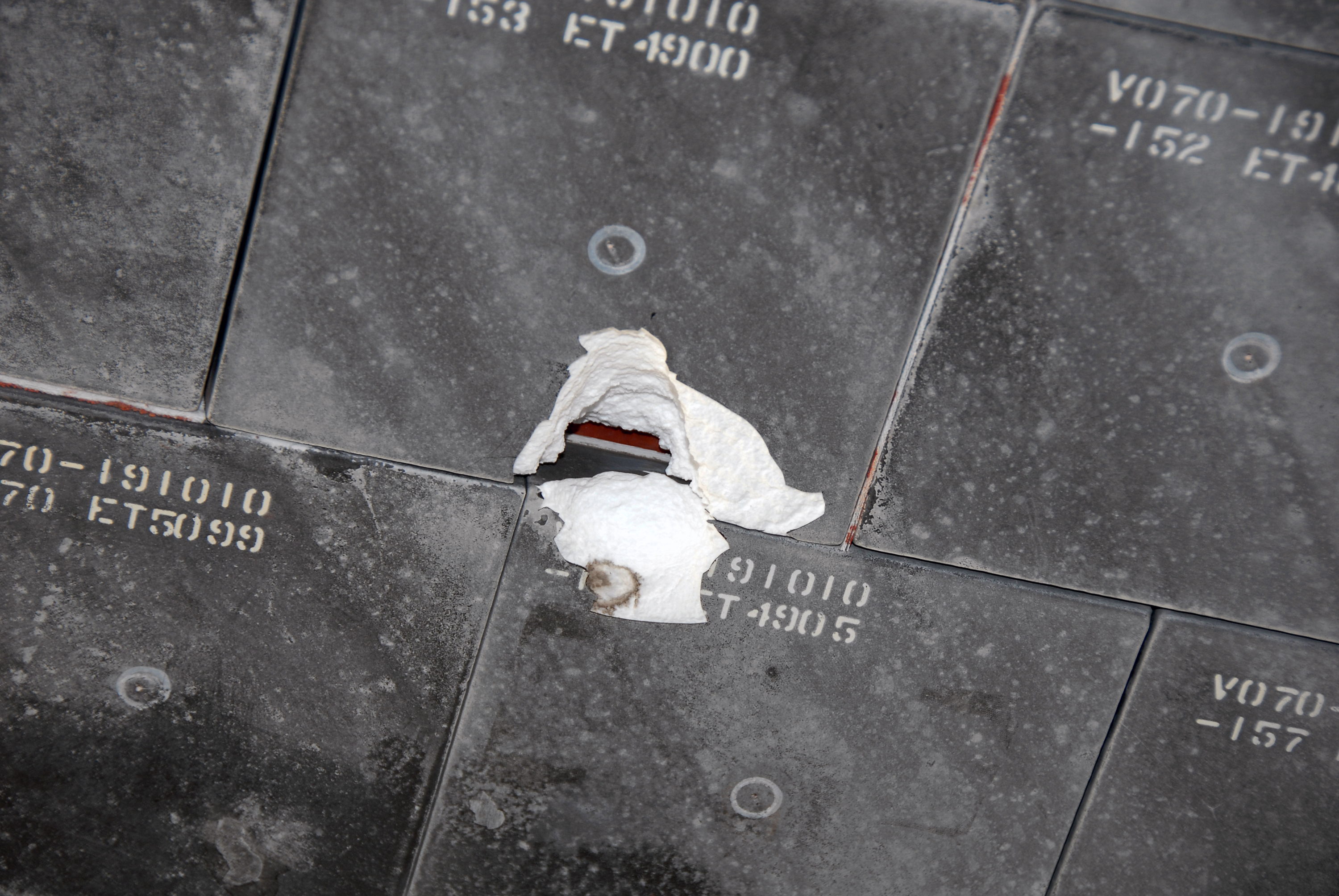
Beschädigte Hitzeschutzkacheln der Raumfähre Endeavour nach der Mission STS-118

Wenn beim Start oder im Weltraum der Hitzeschild schon vor dem kritischen Wiedereintritt geschädigt wird, kann dies katastrophale Folgen haben – so geschehen beim Verlust des Space Shuttles Columbia bei Flug STS-107, das beim Start durch ein vom Haupttank abgebrochenes Stück Isolierschaum eine größere Beschädigung im Hitzeschild davongetragen hatte. Die Beschädigung befand sich an einer Flügelkante, die mit keramischen Kohlenstofffaser-Verbundwerkstoffen geschützt war. Wegen der kritischen Position des Schadens konnte der Schild die Fähre beim Wiedereintritt nur unzureichend schützen, was letztlich zum Versagen der Schiffstruktur und damit zum Zerbrechen und dem anschließenden Verglühen in der Atmosphäre führte.
Dagegen sind Schäden am Kachelbelag nach der kritischen Phase des Eintritts (Moment der höchsten Temperatur und der Unterbrechung des Funkkontakts) relativ unkritisch. Mehrmals sind bereits Schäden, etwa gelockerte oder gelöste Hitzeschutzkacheln, festgestellt worden, die aber nicht zur Katastrophe geführt haben. Die Fähren wurden nach der Landung inspiziert, defekte oder fehlende Kacheln nachgefertigt und ersetzt. Jede Kachel trägt hierzu eine Kennung, über die ihre Position, die Dicke, die Form und der Aufbau ermittelbar ist. Auch ein Verfahren zur Reparatur im Orbit wurde entwickelt.